# Denizlispor
Denizlispor Kulübü er en tyrkisk sportsklub beliggende i Denizli. Klubben blev stiftet i 1966. Klubbens andre professionelle discipliner er basketball, volleyball, Bordtennis, Skak og Jimnastik.